# Pieman River
Pieman River är ett vattendrag i Australien. Det ligger i delstaten Tasmanien, i den sydöstra delen av landet, omkring 240 kilometer nordväst om delstatshuvudstaden Hobart.
Genomsnittlig årsnederbörd är 2 068 millimeter. Den regnigaste månaden är augusti, med i genomsnitt 282 mm nederbörd, och den torraste är februari, med 88 mm nederbörd.